# Tour d'Italie 1929
La 17e édition du Tour d'Italie s'est élancée de Rome le 19 mai 1929 et est arrivée à Milan le 9 juin. L'Italien Alfredo Binda, vainqueur de 8 des 14 étapes, s'y est imposé pour la quatrième fois.

## Équipes participantes
- Bianchi
- Gloria
- Ideor
- La Rafale
- Legnano
- Maino
- Touring
- Wolsit
- Indépendant

## Classement général
| Classement général final |                   |
| --- | ----------------- |
| \| 1. Alfredo Binda \| 107 h 18 min 24 s \| \| 2. Domenico Piemontesi \| à 3 min 44 s \| \| 3. Leonida Frascarelli \| à 5 min 04 s \| \| 4. Antonio Negrini \| à 6 min 36 s \| \| 5. Luigi Giacobbe \| à 8 min 43 s \| \| 6. Allegro Grandi \| à 12 min 52 s \| \| 7. Giuseppe Pancera \| à 14 min 44 s \| \| 8. Alfonso Piccin \| à 15 min 29 s \| \| 9. Michele Orecchia \| à 15 min 33 s \| \| 10. Ambrogio Morelli \| à 16 min 29 s \| \| 166 partants, 99 arrivés \| \| |                   |
| 1. Alfredo Binda | 107 h 18 min 24 s |
| 2. Domenico Piemontesi | à 3 min 44 s      |
| 3. Leonida Frascarelli | à 5 min 04 s      |
| 4. Antonio Negrini | à 6 min 36 s      |
| 5. Luigi Giacobbe | à 8 min 43 s      |
| 6. Allegro Grandi | à 12 min 52 s     |
| 7. Giuseppe Pancera | à 14 min 44 s     |
| 8. Alfonso Piccin | à 15 min 29 s     |
| 9. Michele Orecchia | à 15 min 33 s     |
| 10. Ambrogio Morelli | à 16 min 29 s     |
| 166 partants, 99 arrivés |                   |

## Étapes
| Étape     | Date   | Villes étapes       | km  | Vainqueur d'étape   | Leader du classement général |
| 1re étape | 19 mai | Rome – Naples       | 235 | Gaetano Belloni     | Gaetano Belloni              |
| 2e étape  | 21 mai | Naples - Foggia     | 185 | Alfredo Binda       | Gaetano Belloni              |
| 3e étape  | 23 mai | Foggia - Lecce      | 282 | Alfredo Binda       | Gaetano Belloni              |
| 4e étape  | 25 mai | Lecce - Potenza     | 270 | Alfredo Binda       | Alfredo Binda                |
| 5e étape  | 27 mai | Potenza - Cosenza   | 264 | Alfredo Binda       | Alfredo Binda                |
| 6e étape  | 29 mai | Cosenza - Salerno   | 295 | Alfredo Binda       | Alfredo Binda                |
| 7e étape  | 31 mai | Salerno - Formia    | 220 | Alfredo Binda       | Alfredo Binda                |
| 8e étape  | 2 juin | Formia - Rome       | 198 | Alfredo Binda       | Alfredo Binda                |
| 9e étape  | 3 juin | Rome - Orvieto      | 120 | Alfredo Binda       | Alfredo Binda                |
| 10e étape | 4 juin | Orvieto - Sienne    | 150 | Mario Bianchi       | Alfredo Binda                |
| 11e étape | 5 juin | Sienne - La Spezia  | 192 | Alfredo Dinale      | Alfredo Binda                |
| 12e étape | 7 juin | La Spezia - Parme   | 135 | Domenico Piemontesi | Alfredo Binda                |
| 13e étape | 8 juin | Parme - Alessandria | 152 | Mario Bianchi       | Alfredo Binda                |
| 14e étape | 9 juin | Alessandria - Milan | 216 | Alfredo Dinale      | Alfredo Binda                |

## Sources
- (nl) Cet article est partiellement ou en totalité issu de l’article de Wikipédia en néerlandais intitulé « Ronde van Italië 1929 » (voir la liste des auteurs).